# Samuel Galloway

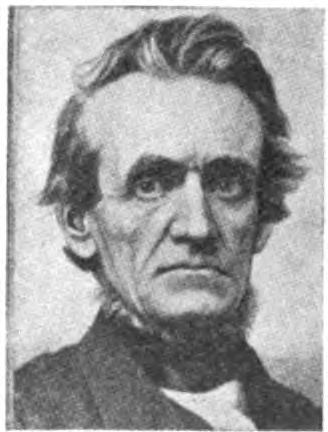
Samuel Galloway

Samuel Galloway (* 20. März 1811 in Gettysburg, Pennsylvania; † 5. April 1872 in Columbus, Ohio) war ein US-amerikanischer Politiker. Zwischen 1855 und 1857 vertrat er den Bundesstaat Ohio im US-Repräsentantenhaus.

## Werdegang
Samuel Galloway besuchte die öffentlichen Schulen seiner Heimat. Im Jahr 1830 ließ er sich im Highland County in Ohio nieder. Danach studierte er bis 1833 an der Miami University in Oxford (Ohio). In den Jahren 1835 und 1836 absolvierte er das Princeton Theological Seminary. Außerdem unterrichtete er in den Jahren 1836 bis 1840 klassische Sprachen in Hamilton, an der Miami University und am Hanover College in Indiana als Lehrer. Nach einem Jurastudium und seiner 1843 erfolgten Zulassung als Rechtsanwalt begann er in Chillicothe in diesem Beruf zu arbeiten. Politisch schloss er sich damals der Whig Party an. Zwischen 1844 und 1850 bekleidete er als Nachfolger von John Sloane das Amt des Secretary of State in Ohio. Dabei setzte er sich für eine Verbesserung des Schulwesens ein. Im Juni 1848 nahm er als Delegierter am Bundesparteitag der Whigs in Philadelphia teil. Bis 1854 war er auch Präsident der Columbus Machine Manufacturing Company.
Bei den Kongresswahlen des Jahres 1854 wurde Galloway als Kandidat der kurzlebigen Opposition Party im zwölften Wahlbezirk von Ohio in das US-Repräsentantenhaus in Washington, D.C. gewählt, wo er am 4. März 1855 die Nachfolge des Demokraten Edson B. Olds antrat. Da er im Jahr 1856 nicht bestätigt wurde, konnte er bis zum 3. März 1857 nur eine Legislaturperiode im Kongress absolvieren. Diese war von den Ereignissen im Vorfeld des Bürgerkrieges geprägt.
Nach seiner Zeit im US-Repräsentantenhaus praktizierte Galloway wieder als Anwalt. Im Jahr 1858 strebte er erfolglos die Rückkehr in den Kongress an. Während des Bürgerkrieges war er als Judge Advocate in Camp Chase bei Columbus tätig. Nach dem Krieg wurde er von Präsident Andrew Johnson mit der Untersuchung der Verhältnisse in den Südstaaten während der Rekonstruktionszeit beauftragt. Er starb am 5. April 1872 in Columbus, wo er auch beigesetzt wurde.